# 能登瑶子
能登 瑶子（のと ようこ、11月28日 - ）は、日本のフリーアナウンサー。元NHK釧路放送局の契約キャスターで、元群馬テレビのアナウンサー兼報道記者。

## 来歴・人物
2014年4月にNHK釧路放送局に入局。2017年3月にNHK釧路放送局を退局。
退局後にはフリーアナウンサーとして活動。
同年12月8日に群馬テレビに入社。2021年3月に退社後、群馬県を中心としたフリーアナウンサーとして活動中。
特技はいつでも爆睡できること、オムそばを綺麗に取り分けられること。
座右の銘は「失敗は成功の対極ではない」。
関西アナウンススクール札幌校出身。

## 担当番組

### テレビ番組
- つながる@たんちょう（NHK釧路放送局、2014年度 - 2016年度）
- ニュースジャスト6（群馬テレビ） - お天気情報
- ビジネスジャーナル（群馬テレビ） - リポーター
- ぐんま!トリビア図鑑（群馬テレビ） - リポーター
- サタデーニュースジャスト（群馬テレビ）
- サンデーニュースジャスト（群馬テレビ）
- ひるポチッ!（群馬テレビ、2018年2月15日 - 2021年3月）[3]
- オレ一応モデルなんですけど（群馬テレビ） - 進行役
- JAみどりの風（群馬テレビ、2019年4月1日 - 2021年3月29日）
- 伊勢崎オートレース（群馬テレビ、2021年4月 - ） - CS放送：アシスタント（2021年4月）、司会（2021年5月より）

### ラジオ番組
- ハイ・フライ・コモンズ（ラジオカロスサッポロ、2017年11月まで）[4]